# Jonas Nermoen
Jonas Nermoen (* 23. Juni 1986 in Lillehammer) ist ein ehemaliger norwegischer Nordischer Kombinierer.
Sein internationales Debüt gab Nermoen 2005 im B-Weltcup der Nordischen Kombination. Bei der Junioren-Weltmeisterschaft 2006 in Kranj gewann er mit der Mannschaft im Teamwettbewerb die Bronzemedaille. Im Gundersen erreichte Nermoen Platz 20. In der Saison 2007/08 gab er sein Debüt im Weltcup der Nordischen Kombination. Mit 53 Punkten erreichte er dabei den 49. Platz der Gesamtwertung. Da in den Folgejahren Erfolge ausblieben startet er seit 2009 im Continentalcup.